# Домашин Юрій Григорович
Домашин Юрій Григорович (19 березня 1969, Довбиш — 3 серпня 2022, Херсонська область) — український військовик-доброволець, сержант Збройних сил України, учасник російсько-української війни, колишній Довбиський селищний голова.

## Із життєпису
Навчався у Довбиській загальноосвітній школі, згодом — у Житомирському сільськогосподарському технікумі та Вінницькому педагогічному інституті. Працював викладачем СПТУ-31, вихователем Довбиської спеціальної школи-інтернату, тренером дитячо-юнацької спортшколи, вчителем Довбиської ЗОШ І-ІІІ ступенів.
З 1996 по 2002 роки та з 25 жовтня 2005 року до 19 листопада 2020 року — голова Довбиської селищної ради.
Після повномасштабного вторгнення російських військ вдруге добровільно пішов до збройних сил. Загинув на південному фронті, у Херсонській області. Залишилися дружина, троє дітей та онуки.

## Нагороди та вшанування
- «За заслуги перед Новоград-Волинським районом» (посмертно), відзнака — 27 грудня 2022 року[4].
- «Честь і слава Житомирщини» (посмертно), почесна відзнака Житомирської обласної ради — 30 січня 2023 року[3].